# Herman Parret

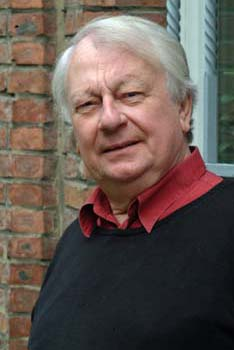
Herman Parret

Herman D.K. Parret (Izegem, 9 juni 1938) is een Belgisch filosoof. Sinds 2004 is hij emeritus gewoon hoogleraar aan het Hoger Instituut voor Wijsbegeerte van de Universiteit van Leuven waar hij  taalfilosofie en wijsgerige esthetica doceerde. Zijn onderzoek en publicaties betreffen de linguïstische en filosofische pragmatiek, de theoretische en visuele semiotiek, de epistemologie van de linguïstiek, de wijsgerige esthetica en de kunsttheorie.

## Loopbaan
Herman Parret studeerde aan de Universiteit van Leuven Romaanse Filologie en Wijsbegeerte (tussen 1956 en 1962). Hij behaalde het doctoraat in de Wijsbegeerte aan dezelfde Universiteit in 1970, en het Aggregaat Hoger Onderwijs (Speciaal Doctoraat in de Wijsbegeerte) in 1981. Hij studeerde tussen 1967 en 1970 bij Algirdas J. Greimas aan de École des Hautes Études te Parijs. Na zijn promotie in 1970 verbleef hij bij Noam Chomsky aan het M.I.T. te Cambridge, Mass., en daarbij aansluitend aan de University of California at Berkeley bij John Searle, Herbert Paul Grice en Donald Davidson, en aan Stanford University bij Julius Moravcsik. Vanaf 1974 werd hij permanent benoemd bij het Nationaal Fonds voor Wetenschappelijk Onderzoek en verkreeg hij er de graad van Onderzoeksdirecteur in 1986. Hij was in dezelfde periode Buitengewoon Hoogleraar aan de Universitaire Instelling Antwerpen. In 1997 werd hij benoemd tot Buitengewoon Hoogleraar aan de Universiteit van Leuven, en in 2000 tot Gewoon Hoogleraar.
Hij was tevens verbonden als gastdocent aan de Universiteit van Siena van 2003 tot 2010. Hij vervulde veelvuldige gasthoogleraarschappen aan de Universiteiten van Campinas (1976, 1977, 1986, 1994) en van Sao Paulo (1986 en 1994), Tel Aviv (1978 en 1979), de University of California San Diego (1985), Universiteit van Osaka (1986), de Università La Sapienza in Rome (2015). Hij was tevens Directeur associé aan de École des Hautes Études en Sciences Sociales (1980-1981) en Professeur d’honneur aan de Institut Universitaire de France (1999-2000).

## Eerbetoon
Hij bekleedde de Binnenlandse Francquileerstoel 1989-90 en 1996-1997, de Pieter Paul Rubensleerstoel aan de University of California at Berkeley in 1990-91 en hij was titularis van de Cattedra Internazionale Emilio Garroni aan de Università La Sapienza in Rome (2007). Hij is Doctor Honoris Causa van de Universiteit van Timisoara (1999), de Universidad de Lima (2000) en de Université de Limoges (2006).

## Onderzoeksdomeinen
Het onderzoek van Parret behelst twee domeinen, de taalfilosofie en de esthetica, met een merkbare overgang, te situeren rond 1990.

### 1970-1990
De eerste periode start met het doctoraat van 1970 dat aan het Hoger Instituut voor Wijsbegeerte te Leuven onder de leiding van Prof. Alphonse De Waelhens werd voorbereid, onder de titel: Uitdrukking en articulatie. Een taalfilosofische confrontatie van de fenomenologie en de linguïstiek inzake taalvorm en discursus (grotendeels gepubliceerd onder de titel Language and Discourse in 1971). Deze epistemologische aandacht voor de grondslagen van de structurele linguïstiek, vooral van Saussure, is constant gebleven en is uitgemond in de studie van de Saussuremanuscripten van Houghton Library aan Harvard University. Een belangrijk corpus voor deze epistemologische aandacht is ook de transformationeel-generatieve grammatica zoals opgezet door Noam Chomsky. Toch verschuift zijn interesse naar de pragmatiek en haar filosofische rechtvaardiging: de taaldadenteorie (John Austin, John Searle), de conversationele logica (Paul Grice), de discourse analysis (Emanuel Schegloff) waar de context van de betekenis, het “indirect” taalgebruik, de subjectieve input en de communicatieve functie van de taal mede in beschouwing worden genomen.

### 1990-heden
In The Aesthetics of Communication van 1993  (met de Franse vertaling van 1999, en de Portugese vertaling van 1997 ) wordt de “esthetica van het alledaagse taalgebruik” dan gezien als een stap die de klassiek pragmatische analyse aanvult en overstijgt. Komen bij deze nieuwe oriëntatie aan bod onderwerpen zoals de “strategische rationaliteit”, de verschillende tijdelijkheden van het spreken, het abductieve verstaan, de uitdrukking van pathos en ethos, de ambiance van de verleiding en de manipulatie in de sociale en discursieve interactie, de goede smaak en de esthetisering van de intersubjectiviteit, de affectieve communicatieve gemeenschap. Deze thema’s komen terug in Épiphanies de la présence [2006]. De modaliteiten waarmede de stemidentiteit en haar kwaliteit, het timbre van de stem bijvoorbeeld, kunnen worden aangewend door de deelnemers van een communicatieve interactie, is een ander belangrijk thema, zoals aangetoond in La voix et son temps (2002)  en in Le son et l’oreille (2014). Bij een dergelijke wending is het van belang gebleken dat de verworvenheden van de filosofische esthetica en haar geschiedenis (sinds Alexander Baumgarten in 1735) ter studie werden genomen, en onder meer uitmonden op een reconstructie van Immanuel Kant’s esthetica in Kants Ästhetik (1998) en in het opkomend werk Sillages kantiens. Présences de la Critique de la faculté de juger (2022). De voornaamste invalshoek hierbij is de “haptologische” organisatie van het zintuiglijke leven en de benadering van de esthetische appreciatie als bepaald door de tactiliteit en het innerlijk lichaamsgevoel, zoals uitvoerig aangetoond in La main et la matière. Jalons d’une haptologie de l’œuvre d’art (2018).

## Verschenen werken (selectie)
Onder de ongeveer driehonderd publicaties van Herman Parret, worden hier alleen de publicaties in boekvorm weerhouden, en de volumes door hem samengesteld (met een bijdrage of een inleiding). Sommige van deze publicaties zijn vertaald in het Italiaans, het Spaans, het Portugees, het Roemeens, het Russisch, het Koreaans, het Turks en het Japans.

### Publicaties in boekvorm
- Language and Discourse, Den Haag, 1971, 291 p.
- Discussing Language. Dialogues with Wallace L. Chafe, Noam Chomsky, Algirdas J. Greimas, M.I.K. Halliday, Peter Hartmann, George Lakoff, Sydney M. Lamb, André Martinet, James McCawley, Sebastian K. Saumjan, and with Jacques Bouveresse, Den Haag, 1974, 442 p.
- Het denken van de grens. Vier opstellen over Derrida's grammatologie, Leuven, 1975, 182 p..
- Filosofie en taalwetenschap, Assen, 1979, 124 p.
- Contexts of Understanding, Amsterdam, 1980, 109 p.
- Semiotics and Pragmatics. An Evaluative Comparison of Conceptual Frameworks, Amsterdam, 1983, 136 p.
- Les passions. Essai sur la mise en discours de la subjec¬tivité, Brussel, 1986, 199 p.
- Prolégomènes à la théorie de l'énonciation. De Husserl à la pragmatique, Berne, 1987, 414 p.
- Le sublime du quotidien, Parijs/Amsterdam/Philadelphia, 1988, 283 p.
- Enunciaçao e Pragmatica, Campinas, 1988, 256 p.
- The Aesthetics of Communication. Pragmatics and Beyond, Dordrecht/Boston/London, 1993, 274 p. - L’esthétique de la communication. L’au-delà de la pragmatique, Brussel, 1999, 231 p. - A Estetica da Comunicaçao. Alem da Pragmatica, Campinas, 1997, 204 p.
- Semiotica y Pragmatica. Una comparacion evaluativa de marcos conceptuales, Buenos Aires, 1993, 203p.
- Saussure - Manoscritti di Harvard (a cura), Roma/ Bari, 1994, 131 p.
- De la semiotica a la estetica: enunciacion, sensacion, pasiones, Buenos Aires, 1995, 256 p.
- (in Korean) Courants de la sémiotique contemporaine, Seoul, 1995, 262 p.
- La voix et son temps, Brussel, 2002, 189 p.
- Tre lezioni sulla memoria, Firenze, 2005, 96 p.
- Epiphanies de la présence. Essais sémio-esthétiques, Limoges, 2006, 238 p. - Epifanias de la presencia. Ensayos semio-esteticos, Lima, 2008, 307 p.
- Sutures sémiotiques, Limoges, 2006, 148 p.
- Les Sébastiens de Venise, Leuven, 2008, 371 p.
- Le son et l’oreille. Six essais sur les manuscrits saussuriens de Harvard, Limoges, 2014, 154p.
- Une sémiotique des traces. Trois leçons sur la mémoire et l’oubli, Limoges, 2018, 74 p.
- Structurer. Progrès sémiotiques en épistémologie et en esthétique, Louvain-la-Neuve, 2018, 108 p..
- La main et la matière. Jalons d’une haptologie de l’œuvre d’art, Parijs, 2018, 504 p.
- La délicatesse des sens, Parijs, 2023, 208 p.

### Verzamelwerken
- History of Linguistic Thought and Contemporary Linguistics, Berlin-New York, 1976, 780 p. (Tweede druk, 1983).
- Le langage en contexte. Etudes philosophiques et linguistiques de pragmatique, Amsterdam, 1980, 790 p.
- Meaning and Understanding, Berlijn/ New York, 1981, 442 p. (Introduction, with J. Bouveresse, 1-25).
- Possibilities and Limitations of Pragmatics, Amsterdam, 1981, 854 p. (Intro¬duction, 1-16).
- On Believing. Epistemological and Semiotic Approaches/De la croyance. Approches épistémo-logiques et sémiotiques, Berlijn/ New York, 1983, 359 p.
- Exigences et perspectives de la sémiotique. Recueil d'hommages pour Algirdas Julien Greimas /Aims and Prospects of Semiotics. Essays in Honor of Algirdas Julien Greimas, Amsterdam, 1985, Vol. I (Le paradigme théorique/The Theoretical Paradigm, LXXXV, 1-549); Vol. II (Serie: Les domaines d'application, XI, 550-1065).
- In alle redelijkheid. Standpunten over het denken, spreken en handelen van de redelijke mens, Meppel/ Amsterdam, 1989, 270 p.
- L'interaction communicative, Berne/ Frankfurt/ New York/ Parijs, 1990, 231 p.
- La communauté en paroles. Communication, consensus, ruptures, Luik, 1991, 267 p.
- Le sens et ses hétérogénéités, Parijs, 1991, 293 p. Introduction: De l'(im)possibilité d'une grammaire de l'hétérogène, 11-25.
- Temps et discours, Leuven, 1993, 268 p.
- Lijn, grens, horizon (Cahier I, Vertoog en Literatuur, Antwerpen 93), Amsterdam/ Leuven, 1993, 229 p.
- Pretending to Communicate, Berlijn/ New York, 1994, 304 p.
- Peirce and Value Theory. On Peircean Ethics and Aesthetics, Amsterdam/ Philadelphia, 1994.
- Kant’s Ästhetik/Kants Aesthetics/L’esthétique de Kant, Berlijn/ New York, 1998, 798 p.
- Puissances de la voix. Corps sentant, corde sensible, Limoges, 2001, 251 p.
- Estetica plural de la naturaleza, Barcelona, 2006, 325 p. (vertaling van Esthétiques de la nature, Parijs, 2007, 330 p.)
- La contribution de la pensée italienne à la culture européenne, Leuven/ Parijs/ Dudley, 2007, 205 p.
- Jean-François Lyotard, Écrits sur l’art contemporain et les artistes (7 volumes), Leuven, 2009-2013, 1700 p.